# Вршич, Даре
Даре Вршич (словен. Dare Vršič; родился 26 сентября 1984 года, Марибор, Словения) — словенский футболист, полузащитник клуба «Изола» и сборной Словении.

## Клубная карьера
Вршич — воспитанник клуба «Мура». В 2001 году он дебютировал за основной составе в чемпионате Словении. В 2003 году Даре покинул Муру и уверенно выступал за «Целе», в составе которого завоевал Кубок Словении и словацкую «Жилину». В 2007 году Вршич перебрался в румынскую «Политехнику (Тимишоару)», но там выступал без особого успеха, поэтому в 2010 году был отдан в аренду в «Копер». 27 февраля в матче против «Рудара» он дебютировал за новую команду. В этом же поединке Даре забил свой первый гол за Копер. 10 апреля в матче против «Интерблока» он сделал хет-трик. По итогам сезона Даре помог команде впервые в истории выиграть чемпионат. В начале 2011 года Вршич перешёл в столичную «Олимпию». 22 февраля в матче против «Рудара» он дебютировал за новую команду. 19 марта в поединке против своего бывшего клуба «Копера» Даре сделал «дубль», забив свои первые голы за «Олимпию». В 2012 году Вршич стал лучшим бомбардиром чемпионата.
Летом 2012 года Вршич перешёл в венскую «Аустрию». 25 июля в матче против «Вольфсберга» он дебютировал в австрийской Бундеслиге. По итогам сезона Дарэ стал чемпионом Австрии.
В начале 2014 года Вршич вернулся на родину, присоединившись к «Марибору». 2 марта в матче против своего бывшего клуба «Олимпии» он дебютировал за новую команду. 19 апреля в матче против «Заврча» Даре забил свой первый гол за «Марибор» в чемпионате. В матчах Лиги Европы против испанской «Севильи» Вршич забил по голу. В составе Марибора он трижды выиграл чемпионат и завоевал Кубок Словении. В 2017 году Вршич был признан футболистом года в Словении.

## Международная карьера
2 июня 2007 года в отборочном матче чемпионата Европы 2008 против сборной Румынии Вршич дебютировал за сборную Словении, заменив во втором тайме Андрея Комаца. В этом же поединке он забил свой первый гол за национальную команду.

### Голы за сборную Словении
| #  | Дата            | Место                              | Противник  | Счёт | Результат | Соревнование                       |
| -- | --------------- | ---------------------------------- | ---------- | ---- | --------- | ---------------------------------- |
| 1. | 2 июня 2007     | Арена Петроль, Целе, Словения      | Румыния    | 1:2  | 1:2       | Чемпионат Европы 2008 квалификация |
| 2. | 22 августа 2007 | Под Горицом, Подгорица, Черногория | Черногория | 1:1  | 1:1       | Товарищеский матч                  |
| 3. | 11 октября 2011 | Людски врт, Марибор, Словения      | Сербия     | 1:0  | 1:0       | Чемпионат Европы 2012 квалификация |

## Достижения
Командные
 «Целе»
- Обладатель Кубка Словении — 2004/2005

 «Жилина»
- Чемпионат Словакии по футболу — 2006/2007

 «Копер»
- Чемпионат Словении по футболу — 2009/2010

 «Аустрия»
- Чемпионат Австрии по футболу — 2012/2013

 «Марибор»
- Чемпионат Словении по футболу — 2013/2014
- Чемпионат Словении по футболу — 2014/2015
- Чемпионат Словении по футболу — 2016/2017
- Обладатель Кубка Словении — 2015/2016
- Обладатель Суперкубка Словении — 2014

Индивидуальные
- Лучший бомбардир Чемпионата Словении — 2011/2012
- Футболист года в Словении — 2016/2017